# Natura morta alla finestra
Natura morta alla finestra è un dipinto a olio su tela (100x81 cm) realizzato nel 1929 dal pittore Marc Chagall.
È conservato nel Konstmuseum a Göteborg.